# Trezza

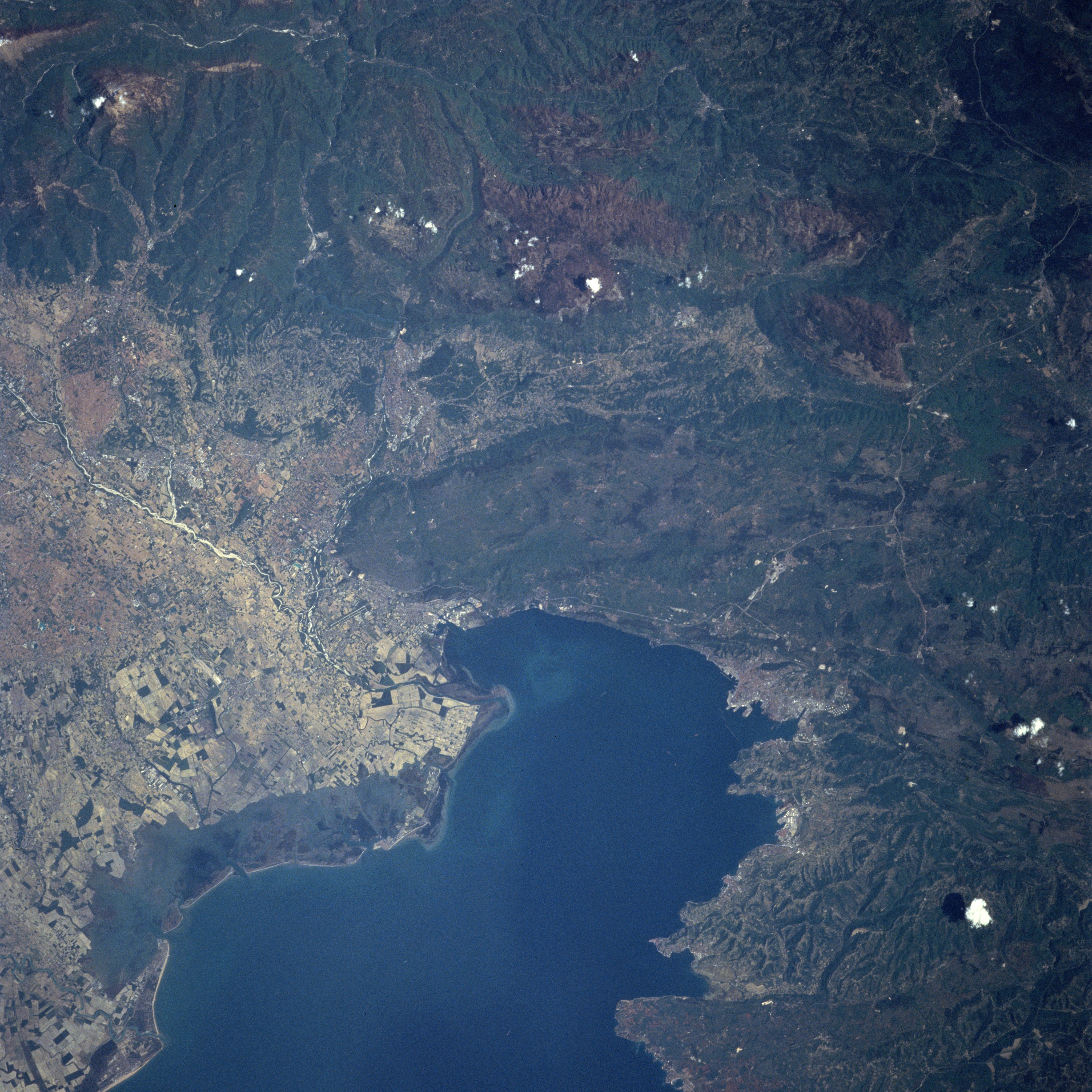
Il golfo di Trieste da satellite (NASA)

La trezza è un affioramento roccioso presente nei fondali marini del Golfo di Trieste. Nell'area compresa tra le foci dell'Isonzo e quelle del Tagliamento ne sono state individuate circa 250, con una particolare concentrazione nelle aree di fronte alle lagune di Grado e di Marano.
Le trezze rivestono particolare interesse per la ricchezza e la biodiversità degli ambienti che custodiscono, e contrastano con la relativa monotonia dei fondali sabbiosi dell'Alto Adriatico.

## Origini e area di diffusione
Le trezze sono costituite da rocce di origine clastica, come l'arenaria, e organogena, come il reef superficiale. L'area di diffusione è relativamente ampia e si estende da 2 a 17 chilometri dalla costa, seguendo verosimilmente un antico profilo costiero, per una profondità variabile da 8 a oltre 20 metri.
Con il nome di tegnùe le trezze sono note anche nei litorali veneti, mentre la loro estensione è documentata nell'alto Adriatico fino all'altezza di Ancona.

## Studi
Gli studi sulle trezze sono relativamente recenti: avviati attorno al 1960, hanno conosciuto una significativa accelerazione solo con l'inizio di questo secolo, con l'obiettivo di promuoverne la tutela ambientale e la valorizzazione.